# Reprezentacja Gruzji w piłce siatkowej kobiet
Reprezentacja Gruzji w piłce siatkowej kobiet – narodowa reprezentacja tego kraju, reprezentująca go na arenie międzynarodowej.

## Osiągnięcia

### Mistrzostwa Europy
16. miejsce – 2017